# Kerenzerberg
Il Kerenzerberg è un passo di montagna nel Canton Glarona, collega la località di Mollis con Mühlehorn. Scollina a un'altitudine di 743 m s.l.m. nella località di Filzbach {Glarona Nord}.